# Jalal Mansouri
Jalal Mansouri, pseudonimo di Mir Jalal Ghafarzadeh Mansouri (in persiano میر جلال غفارزادۀ•منصور ‎; 10 gennaio 1930 – Teheran, 11 novembre 2012), è stato un sollevatore iraniano medagliato mondiale e asiatico, che ha gareggiato nelle categorie dei pesi medi e pesi massimi leggeri.

## Carriera
Ai campionati mondiali di Teheran del 1957 giunse al terzo posto, conquistando la medaglia di bronzo e vincendo la medaglia d'oro ai campionati asiatici nella medesima manifestazione. Nel 1951 e nel 1958 vinse una medaglia d'argento e una d'oro ai Giochi asiatici del 1951 di Nuova Delhi nei pesi medi e del 1958 di Tokyo nei pesi massimi leggeri.
Partecipò a due edizioni dei Giochi olimpici: a Helsinki nel 1952 nei pesi medi e a Melbourne nel 1956 nei pesi massimi leggeri, piazzandosi rispettivamente all'ottavo e al quarto posto.